# Cautaeschra ustipennis
Cautaeschra ustipennis là một loài bướm đêm trong họ Noctuidae.